# Gobiomorus dormitor
Gobiomorus dormitor är en fiskart som beskrevs av Lacepède, 1800. Gobiomorus dormitor ingår i släktet Gobiomorus och familjen Eleotridae. Inga underarter finns listade i Catalogue of Life.